# Nsibidi

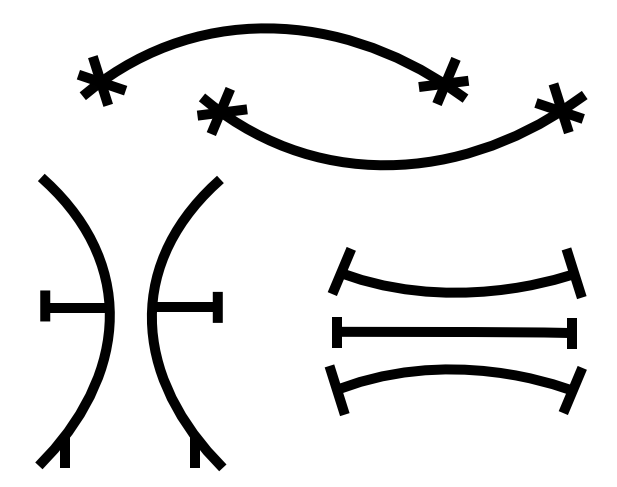
Znaki nsibidi

Nsibidi – starożytny ideograficzny system pisma używany w zachodniej Afryce, głównie na terytorium dzisiejszej Nigerii. Obejmuje ponad tysiąc znaków. Znaki takie znajdowano na ceramice ze znalezisk archeologicznych. Symbole te również współcześnie często widuje się na domach, rytualnych maskach, tkaninach itd. Nie są związane z żadnym z mówionych języków, oznaczają mniej lub bardziej abstrakcyjne pojęcia, nadają się więc do komunikacji międzyplemiennej.